# Francis Walker (Zoologe)

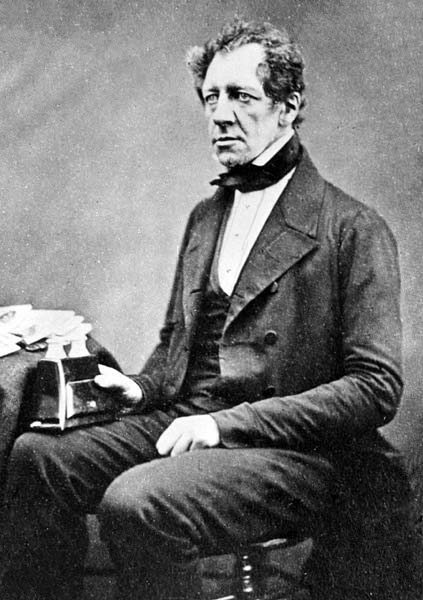
Francis Walker

Francis Walker (* 31. Juli 1809 in Southgate, London; † 5. Oktober 1874 in Wanstead) war ein britischer Entomologe.

## Leben
Walker stammte aus einer wohlhabenden Familie und wuchs in der Schweiz auf, wo er sich früh für das Sammeln von Schmetterlingen begeisterte. Er sammelte von 1837 bis 1863 für das British Museum (das spätere Natural History Museum) Insekten und katalogisierte deren Sammlung (außer Käfer). Walker veröffentlichte über 300 wissenschaftliche Arbeiten. Viele davon sind heute noch valide Erstbeschreibungen, aber auch viele Doppelbenennungen, was ihn später umstritten machte. Ein Großteil seines Typmaterials ist noch erhalten, so zum Beispiel im Natural History Museum. Er wohnte auf dem Familiensitz Amos Grove.
Außer in Großbritannien und Irland sammelte er in Frankreich, Italien, Deutschland und Lappland.

## Schriften
- Monographia Chalciditum, 2 Bände, London: Balliere 1839 (über Erzwespen, vorher in Entomological Magazine veröffentlicht)
- Insecta Britannica: Diptera, 3 Bände, London: Reeve 1851 bis 1856